# Регис-Брайтинген
Регис-Брайтинген (нем. Regis-Breitingen) — город в Германии, в земле Саксония. Подчинён административному округу Лейпциг. Входит в состав района Лейпциг. Подчиняется управлению Регис-Брайтинген.  Население составляет 4056 человек (на 31 декабря 2010 года). Занимает площадь 26,35 км². Официальный код  —  14 3 79 640.
Город подразделяется на 3 городских района.